# Baunatal
Baunatal is een plaats in de Duitse deelstaat Hessen, gelegen in de Landkreis Kassel. De stad telt 27.915 inwoners.

## Geografie
Baunatal heeft een oppervlakte van 38,27 km² en ligt in het centrum van Duitsland, iets ten westen van het geografisch middelpunt.
De gemeente Baunatal is een fusiegemeente  van 7 aan elkaar grenzende dorpen. Het kan als een voorstad  van de noordelijke buurgemeente  Kassel worden beschouwd.

## Varia
Baunatal onderhoudt een stedenband met het Spaanse San Sebastián de los Reyes.

## Economie
In de gemeente is een grote fabriek  van Volkswagen AG gevestigd, met ruim 15.000 medewerkers. Er worden o.a. automotoren gemaakt.
Ahnatal · Bad Emstal · Bad Karlshafen · Baunatal · Breuna · Calden · Espenau · Fuldabrück · Fuldatal · Grebenstein · Habichtswald · Helsa · Hofgeismar · Immenhausen · Kaufungen · Liebenau · Lohfelden · Naumburg · Nieste ·  Niestetal ·  Reinhardshagen · Schauenburg · Söhrewald · Trendelburg · Vellmar · Wesertal · Wolfhagen · Zierenberg